# Chlamyphorus truncatus
Chlamyphorus truncatus là một loài thú có mai thuộc họ Dasypodidae, có vỏ xương. Nó được tìm thấy ở Argentina nơi nó sinh sống ở đồng cỏ và đồng bằng cát với cây bụi gai và cây xương rồng.
Loài này có đôi mắt nhỏ, mượt lông màu trắng vàng, và vỏ lưng linh hoạt chỉ gắn liền với cơ thể của chúng bằng một màng lưng mỏng. Ngoài ra, đuôi hình nhô ra từ một tấm thẳng đứng ở phía sau cùng của vỏ. Loài này thể hiện thói quen ăn đêm và đơn độc và có một chế độ ăn chủ yếu bao gồm côn trùng, giun, ốc, và các bộ phận khác nhau của cây.

## Hình ảnh

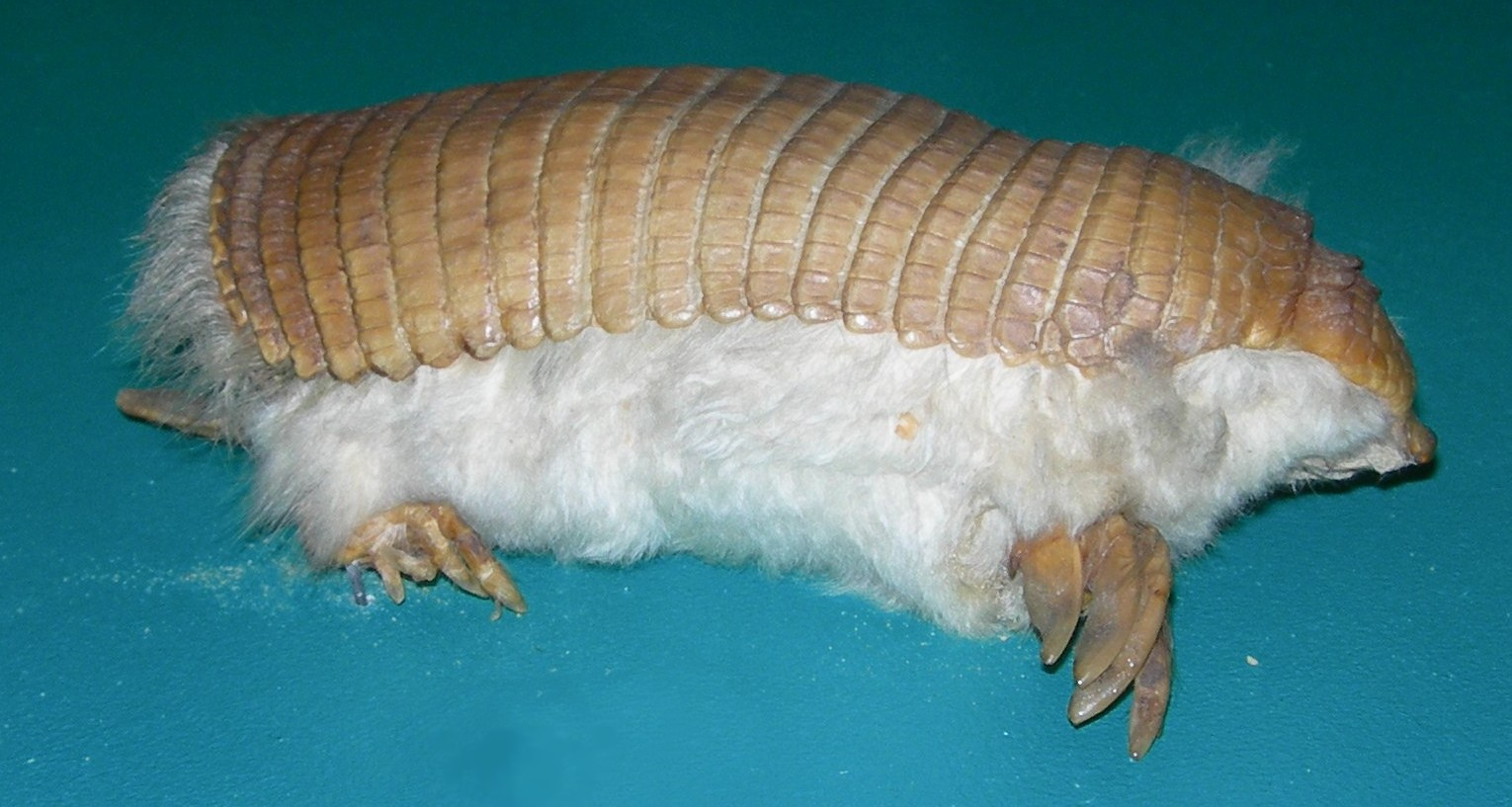
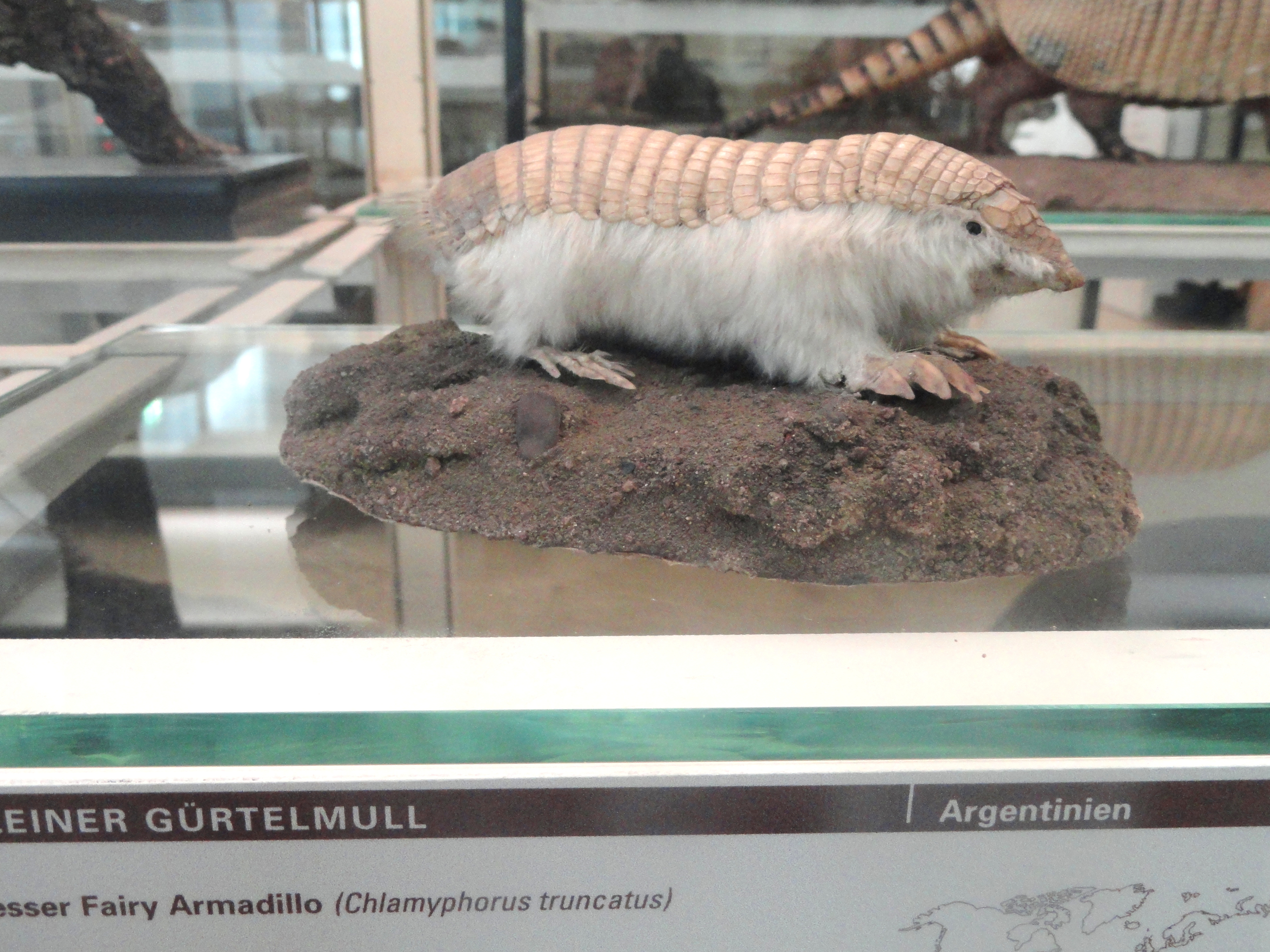
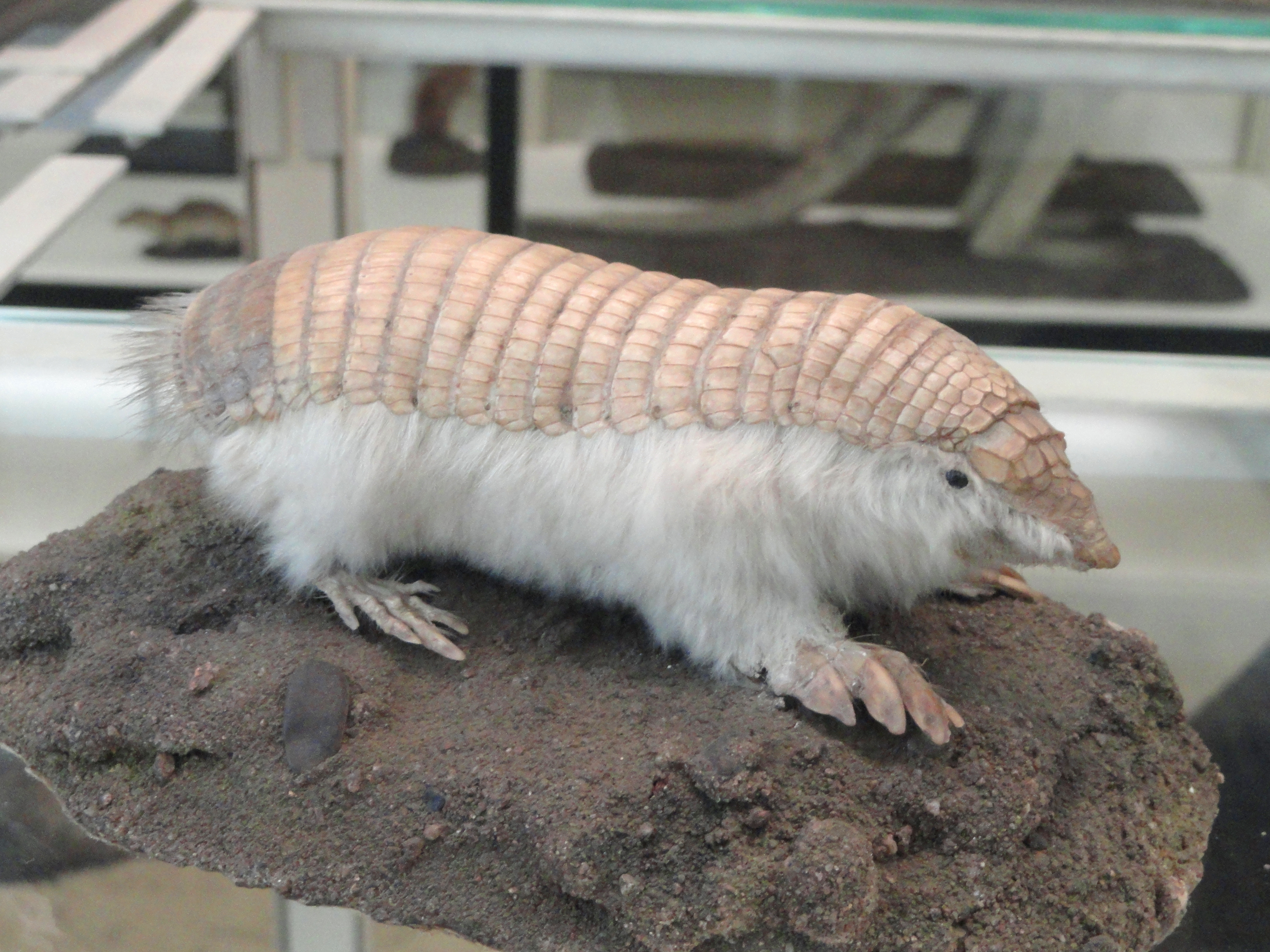
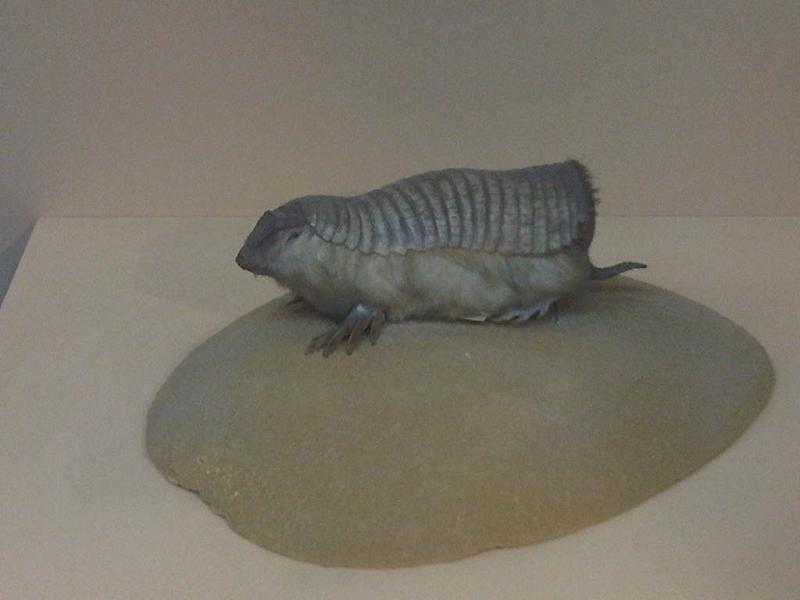

## Tham khảo

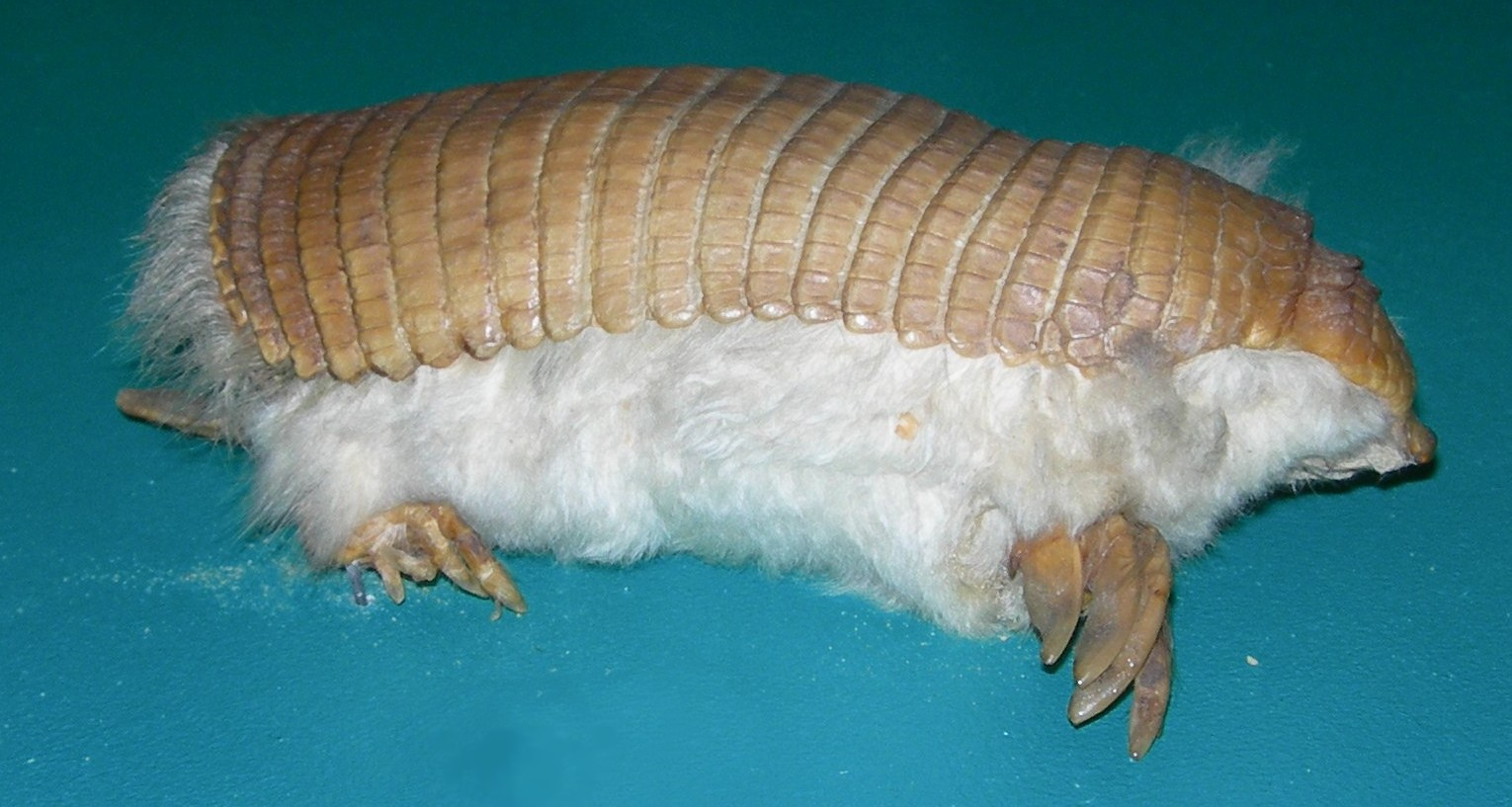
Chlamyphorus truncatus